# BIG BLUES八千代ベイ東京
BIG BLUES八千代ベイ東京（ビッグブルーズやちよベイとうきょう）は、トップイーストリーグCグループに所属するラグビーユニオンのクラブチーム。旧称は日本IBMビッグブルー（にほんアイビーエムビッグブルー、IBM Big Blue)｡リーグワン参入を目指すチームの一つである。

## 概要
1976年に日本アイ・ビー・エムのラグビー部として設立された。
2019年にチーム運営権を日本アイ・ビー・エムから株式会社SPSに譲渡し、チーム名をBIG BLUESに変更。
2021年に一般社団法人BIG BLUESを設立。（代表理事は下村健）
現在の練習グラウンドは千葉県千葉市のエスタディオサンフットと千葉県鎌ケ谷市のkuvera football park 。

## 歴史
- 1976年 創部
- 1989年 野洲野球部、アメリカンフットボール部とともに会社の強化スポーツに認定
- 1992年 関東社会人リーグ1部に昇格
- 1994年 関東社会人リーグ1部で三菱重工相模原と同率ながら初優勝
- 2002年 東日本社会人リーグに昇格
- 2003年 トップイースト10に参入
- 2004年 トップイースト10初優勝、トップリーグに初昇格、日本選手権初出場
- 2005年 YCACセブンスで初優勝、トップイースト10に降格
- 2006年 トップリーグに再昇格
- 2009年 トップイーストリーグに再降格、ラグビー部の強化を中止
- 2014年 クラブチーム化
- 2017年 15シーズン使用してきた練習グラウンドである千葉県八千代市の日本IBM八千代台グラウンドが閉鎖（跡地は住宅地に用途変更）
- 2019年 チーム運営のための株式会社SPSが設立、チーム名を「BIG BLUES」に変更
- 2021年 チーム運営専門の一般社団法人BIGBLUESを設立（代表理事は下村健）
- 2023年 チーム名を「BIG BLUES八千代ベイ東京」に変更[2]

## タイトル
最上位リーグ
なし
下位リーグ
- トップイースト10　優勝：2回（2003, 2005）

7人制大会
- YC&AC JAPAN SEVENS　優勝：1回（2005）

## 成績

### リーグ戦戦績
- 1996-1997 関東社会人リーグ1部 5位（3勝4敗）
- 1997-1998 関東社会人リーグ1部 7位（2勝5敗）
- 1998-1999 関東社会人リーグ1部 Aグループ 6位（2勝5敗）
- 1999-2000 関東社会人リーグ1部 Aグループ 2位（5勝1敗1分）
- 2000-2001 関東社会人リーグ1部 Bグループ 優勝（7勝）
- 2001-2002 関東社会人リーグ1部 Bグループ 優勝（7勝）、東日本社会人リーグ昇格
- 2002-2003 東日本社会人リーグ8位（7敗）、トップイースト10へ参入
- 2003-2004 トップイースト10 優勝（9勝）、トップチャレンジ1：2位、トップリーグへ自動昇格
- 2004-2005 トップリーグ12位（1勝10敗）、トップイースト10へ自動降格
- 2005-2006 トップイースト10 優勝（9勝0敗）、トップチャレンジ1：2位、トップリーグへ自動昇格
- 2006-2007 トップリーグ12位（2勝9敗2分）トップリーグ入替戦：勝利（対近鉄ライナーズ）
- 2007-2008 トップリーグ11位（3勝10敗）、トップリーグ入替戦：勝利（対ワールドファイティングブル）
- 2008-2009 トップリーグ13位（1勝12敗）、トップイーストリーグへ自動降格
- 2009-2010 トップイーストリーグ9位（4勝7敗）
- 2010-2011 トップイーストリーグ7位（4勝7敗）
- 2011-2012 トップイーストリーグDiv.1 10位（8敗1分）、順位決定戦：2位、トップイーストリーグDiv.1残留
- 2012-2013 トップイーストリーグDiv.1 10位（9敗）、順位決定戦：2位、トップイーストリーグDiv.1残留
- 2013-2014 トップイーストリーグDiv.1 9位（1勝8敗）、順位決定戦：2位、トップイーストリーグDiv.1残留
- 2014-2015 トップイーストリーグDiv.1 8位（2勝7敗）
- 2015-2016 トップイーストリーグDiv.1 9位（2勝7敗）、順位決定戦：1位、トップイーストリーグDiv.1残留
- 2016-2017 トップイーストリーグDiv.1 10位（9敗）、順位決定戦：4位、トップイーストリーグDiv.1残留[注 1]
- 2017-2018 トップイーストリーグDiv.1 10位（9敗）、順位決定戦：2位、トップイーストリーグDiv.1残留
- 2018-2019 トップイーストリーグDiv.1 8位（1勝7敗1分）
- 2019-2020 トップイーストリーグDiv.1 9位（2勝7敗）、順位決定戦：2位、リーグ再編に伴いトップイーストリーグBグループへ参入[注 2]
- 2020-2021 リーグ戦中止
- 2021-2022 トップイースト春季交流戦トーナメント1回戦敗退、トップイーストリーグBグループ 5位（8敗）、入替戦：敗戦、トップイーストリーグCグループ降格
- 2022-2023 トップイースト春季交流戦トーナメント1回戦敗退、トップイーストリーグCグループ 8位（7敗）、入替戦：勝利、トップイーストリーグCグループ残留
- 2023-2024 トップイースト春季交流戦トーナメント1回戦敗退、トップイーストリーグCグループ 4位（4勝3敗）
  - 2005-2006シーズン以来18年ぶりの勝ち越し
- 2024-2025 トップイースト春季交流戦トーナメント1回戦敗退、トップイーストリーグCグループ 7位（2勝5敗）、入替戦：勝利、トップイーストリーグCグループ残留

## 2024年新体制
2024年新体制は次の通り。太字は今年度からの新加入選手。
- 共同主将：齋藤 響(新任)、木村 聖大
- 副主将：栗畑 悠馬(新任)、宮原 裕平(新任)
- GM：棚橋 建太(新任)※
- 監督兼代表理事：下村 健
- FWコーチ：尾端 弘行
- BKコーチ：笹倉康誉(新任) 、宮前 勇規(新任)
- 主務：上野 良太(新任)※
- 副務：大石 稔(新任)※  ※選手兼任

## 過去の所属選手
- 伊藤拓巳
- 井上卓哉
- カール・トッド（元日本代表）
- 覺來弦
- 木曽一
- 高忠伸
- 高聡伸
- 小嶋信哉
- 杉本誠二郎
- 須田康夫
- 竹山浩史
- 伊藤太進
- 冨沢智也
- 長澤晃一
- 中村彰
- 西川壮一
- ネイサン・アシュレイ
- ステイリンパトリック
- 福室清美（元日本代表）
- 福坪龍一郎
- 藤田剛（元日本代表）
- 文原俊和（元日本代表）
- マアマ・モリティカ（元トンガ代表）
- 安江祥光（元日本代表）
- 横山健一
- 横山伸一